# Hachiman
Hachiman (八幡神/八幡大菩薩 Hachiman-shin/Hachiman-dai Bosatsu/ Yawata no kami, Bát Phiên thần/Bát Phiên Đại Bồ Tát) là thần chiến tranh của đạo Shinto, và người bảo vệ thiêng liêng của nước Nhật và người Nhật. Tên của vị thần này có nghĩa là Thần của tám cờ hiệu, nói đến 8 cờ hiệu trên trời báo hiệu sự ra đời của Thiên hoàng Ojin thần thánh. Con vật biểu tượng và người truyền thông điệp của ông là chim bồ câu.
Từ thời cổ đại, Hachiman đã được nông dân thờ làm thần nông nghiệp và ngư dân hy vọng ông sẽ mang đầy cá vào lưới của họ. Trong tôn giáo Shinto, ông được đồng nhất bằng huyền thoại với Thiên hoàng Ojin, con trai của Hoàng hậu Jingu, từ thế kỷ 3-4 CN. Tuy vậy, sau khi Phật giáo du nhập vào Nhật Bản, Hachiman trở thành một vị thần chung, hòa trộn giữa tín ngưỡng Shinto bản địa với Phật giáo. Trong các vị Phật thế kỷ 8, ông có liên hệ với vị Bồ Tát Daibosatsu.
Hachiman cũng nổi tiếng với việc là người bảo vệ cho gia tộc samurai Minamoto.  Minamoto no Yoshiie, khi đến tuổi trường thành tại đền Iwashimizu tại Kyoto, lấy cái tên Hachiman Taro Yoshiie và qua lòng dũng cảm trong chiến đấu và đức hạn trong chỉ huy, được kính trọng coi là samurai lý tưởng qua nhiều thời đại. Sau khi hậu duệ của ông là Minamoto no Yoritomo trở thành shogun và lập ra Mạc phủ Kamakura ở Kamakura, Nhật Bản, ông chuyển Tsurugaoka Hachiman-gū ở Kamakura từ Zaimokuza đến vị trí của nó ngày nay, và bắt đầu tôn kính Hachiman làm người bảo vệ cho gia tộc.
Trong suốt thời kỳ phong kiến ở Nhật, việc thờ phụng Hachiman lan ra khắp nước Nhật, không chỉ trong tầng lớp samurai, mà còn cả nông dân. Sự phổ biến của ông được thể hiện với việc xây dựng 3.000 ngôi đền ở Nhật để thờ phụng Hachiman, con số lớn thứ hai, chỉ sau đền thờ thần Inari. Đền Usa ở Usa, tỉnh Oita là ngôi đền chính của những ngôi đền này và cùng với Tsurugaoka Hachiman-gū và đền Iwashimizu, nổi tiếng là những đền quan trọng nhất thờ Hachiman.
Biểu tượng của Hachiman thiết kế theo kiểu một tomoe, một xoáy nước tròn hay gió xoáy với ba đầu xoay sang trái hoặc phải. Nhiều gia tộc samurai sử dụng gia huy tomoe, và mỉa mai là, một số truy nguồn gốc tổ tiên lại là kẻ thù ghê gớm của nhà Minamoto, nhà Taira từ chi của Thiên hoàng Kanmu (Kammu Heishi).